# Lychnis kigesiensis
Lychnis kigesiensis là loài thực vật có hoa thuộc họ Cẩm chướng. Loài này được (R. Good) M.Popp mô tả khoa học đầu tiên năm 2008.